# Ихтиман
 Тази статия е за града в България.  За общината вижте Ихтиман (община).  
Ихтима̀н е град в Западна България, административен център на община Ихтиман в Софийска област. Населението му е около 13 579 души (15 март 2024)

## География
Ихтиман се намира в Ихтиманската котловина, която е заградена от Ихтиманска Средна гора (Вакарелската планина, ридът Белица), а на юг от северните склонове на Септемврийски рид. Източната част е заета от еледжишкия дял на Ихтиманска Средна гора с ясно изразено било. Най-високият връх в тази планинска верига е връх Бенковски – 1186 m. Ихтиманската котловина е със средна надморска височина 650 m. Климатът е умерено континентален.
Град Ихтиман е на 54 km от столицата София и на 90 km от град Пловдив (по магистралата).

## История
Селището възниква през I век като крайпътна станция на главния римски път Виа Диагоналис, наричана Хелице. В Късната античност то е укрепено и изпълнява спомагателни функции към изградените в близкия проход Траянови врата мащабни фортификации, като през този период е наричано Стопинион (с времето съкратено на Стипон). През 1371 година градът е завзет от османски войски, водени от Лала Шахин.
Първото споменаване на името „Ихтиман“ е от 1515 година, когато данъчен регистър споменава сред жителите на станимашкото село Кочево някой си „Мустафа, син на Ихтиманлъ“. През следващите столетия градът е с предимно мюсюлманско население, но от XVIII век в него започват да се установяват повече българи от околните села и през 1835 година е построена първата църква – „Успение Богородично“.
По времето на социализма в околността на града бяха построени:
- завод за електроди – беше собственост на ЕСАБ, световен лидер в областта на технологиите за заваряване и рязане. В края на 2012 г. заводът бе закрит, въпреки че работеше на печалба, а оборудването – изнесено, което остави без работа над 150 души. Група специалисти и бизнесмен от града работят за възстановяване на завода.
- чугунолеярен комбинат, днес „Чугунолеене“ АД[4], който стана известен с неплащането на заплати в края на 2011 г.

Тези заводи представляваха основният поминък на населението на общината към края на ХХ век.
През 2015 година в Ихтиман е открит завод на производителя на тапицерии за автомобили „АЛС България“, който скоро става един от големите работодатели в града, но в началото на 2019 година предприятието обявява фалит и прехвърля производството си в Мароко.

## Население
Численост на населението според преброяванията през годините:
| \| Година на преброяване \| Численост \| \| --------------------- \| --------- \| \| 1887 \| 3462 \| \| 1910 \| 5401 \| \| 1934 \| 5687 \| \| 1946 \| 6526 \| \| 1956 \| 9063 \| \| 1965 \| 10 317 \| \| 1975 \| 11 469 \| \| 1985 \| 12 989 \| \| 1992 \| 12 926 \| \| 2001 \| 13 593 \| \| 2011 \| 13 059 \| \| 2021 \| 13 658 \| |           |
| Година на преброяване | Численост |
| 1887 | 3462      |
| 1910 | 5401      |
| 1934 | 5687      |
| 1946 | 6526      |
| 1956 | 9063      |
| 1965 | 10 317    |
| 1975 | 11 469    |
| 1985 | 12 989    |
| 1992 | 12 926    |
| 2001 | 13 593    |
| 2011 | 13 059    |
| 2021 | 13 658    |

Традиционно жителите на Ихтиман са източноправославни християни, циганите в града също са източноправославни християни. Има малък процент на български турци, които изповядват ислямa. Няколко семейства изповядват протестантство и католицизъм.

## Управление
От 2011 година кмет на община Ихтиман е Калоян Илиев от партията ГЕРБ.
На последните местни избори като първа политическа сила се наложи ПП „ГЕРБ“, следвана от „Коалиция за България“ и ПД „Евророма“. Десните политически сили СДС и ДСБ имат двама представители в общинския съвет.[източник? (Поискан преди 1 ден)]

## Икономика
През последните години много производствени предприятия бягат от скъпата работна ръка в столицата, а също и от по-сериозните наеми там и се насочват към Ихтиман. В града работят няколко шивашки цеха, цех за тъкане на родопски одеяла, няколко сладкарски цеха (Триади, „Жана Динкова“), цех за производство на козметика (марките „Билка и баба знае“ и „Красная линия“), два цеха за печени и сушени ядки и плодове (семки „Вуйчо Ваньо“) и дори цех за рециклиране на тонер касети за лазерни принтери, които са изградени в голяма степен с външни инвестиции.

## Инфраструктура
Покрай града минават автомагистрала „Тракия“ и железопътната линия София – Пловдив – Свиленград. Ж. п. линията, свързваща София и Пловдив, минава само на два километра от града, а около четирилентовия път до гарата се е оформила промишлена зона.
Вековният парк в края на града е превърнат в голф игрище, което предлага и възможности за игра на тенис, волейбол, футбол и конна езда. Местна забележителност е самолет вграден в луксозно заведение.

## Култура
В град Ихтиман функционира Народно читалище „Слънце – 1879“, основано в 1879 година.
Традиционният диалект на града е ихтиманският говор (в Ихтиманското поле, по река Марица стига до Пазарджик), който принадлежи към северната група югозападни говори.

### Музеи
В града има исторически музей. Намира се в центъра на града, срещу сградата на Общината. На фотоси в него могат да се проследят различни етапи от историята на града. Сред експонатите, които могат да се видят, са съдове за бита, народни носии, характерни за града и околността, както и дрехи и лични вещи на ихтимански герои, участвали в Първата и Втората световна война. Няма входна такса, но обикновено в събота и неделя музеят не работи. Директорът на музея изпълнява функциите и на уредник, и на екскурзовод.
Интересни и забележителни са експозицията и сградата, в която се помещава местната галерия – реставрирана неотдавна стара турска баня в града. В галерията има постоянна експозиция на местни автори, както и гостуващи творби на млади ихтимански майстори (най-вече живопис, графика, керамика и дърворезба). Продават се също така автентични и запазени битови съдове. Намира се в центъра на града, на улица „Св. Патриарх Евтимий“, в близост до автогарата и сградата на РУ на МВР.

### Редовни събития
Всяка година на Тодоровден се събират коняри от цяла България, за да покажат своите коне и умения по езда. За тържеството се събират всички хора от околността, за да наблюдават своеобразния парад на конете. След като преминат тържествено през градския площад, конете и техните собственици се приготвят за следващото предизвикателство – дърпане на каруца с дърва. В една каруца са наредени около 4 кубика дърва за огрев. Един по един всички желаещи впрягат своите коне в каруцата. Побеждава този, чийто кон издърпа каруцата на най-голямо разстояние. Победителят взема за награда дървата.
На 15 август е традиционният празник на град Ихтиман. Обикновено е два дена. Освен обичайните сергии с дрехи, лакомства и други стоки (които могат да се видят всяка събота) в града се монтират най-различни въртележки за малки и големи. На специална сцена вечер се изнася и концерт-спектакъл на гостуващи и местни фолклорни и естрадни състави, както и на младежките рок и поп групи от града.
Пазарният ден в Ихтиман е всяка събота (7.00 – 13.00 ч.).
От 2006 г. в края на май се организират Пролетни дни на културата в Ихтиман. Идеята е празникът на града да бъде изместен от 15 август към края на май. Началото на празниците поставиха Ъпсурт, хор „Йоан Кукузел“, балетът на Нешка Робева, а края на празниците отбеляза концерт на Лили Иванова.

### Кухня
Ихтиманският край е известен с характерните тестени изделия. Сред тях най-известни са ихтиманският зелник и различните видове баници (с тънки и дебели кори), тутманици, лучник и др.

### Спорт
Волейболният отбор на града, ВК Ботев (Ихтиман), е редовен участник във Висшата лига, второто ниво на българската национална волейболна лига за мъже.

### Побратимени градове
- Русия Климовск (Русия)[източник? (Поискан преди 1 ден)]

## Известни личности
Родени в Ихтиман
- Алисия (р. 1983), певица
- Светослав Атанасов (р. 1960), ски бегач
- Станоя Балабанов (XIX век), общественик
- Борислав Балджийски (р. 1990), футболист
- Гьончо Белев (1889 – 1963), писател
- Георги Белички (1931 – 2016), инженер и политик
- Петър Бичев (1865 – 1950), ветеринарен лекар
- Радослав Бойчев (р. 1981), политик
- Генадий Скитник (1832 – 1900), революционер и духовник
- Ангел Гергов (1895 – ?), комунистически деятел
- Иванка Дерменджийска-Горинова (1890 – 1968), учителка
- Славейко Джахов (1914 – 1999), полицай
- Димитър Златанов (р. 1948), волейболист
- Пенка Икономова (1898 – 1988), актриса
- Калоян Илиев (р. 1980), политик
- Йордан Катранджиев (1894 – 1988), политик
- Йордан Керезов (1904 – 1996), политик
- Стамо Керезов (1909 – 1998), политик
- Милан Коприваров (р. 1983), футболист
- Йордан Лазаров (1883 – ?), революционер
- Лазар Максимов (1897 – 1969), хоров диригент
- Никола Минков (1904 – 1945), политик
- Борис Новански (1912 – 1943), партизанин
- Цвятко Панев (XIX век), общественик
- Димитър Попов (1912 – 1982), политик
- Любомир Радоилски (1908 – 1968), юрист
- Петър Раковски, македоно-одрински опълченец, 19-годишен, поет, жител на Мустафа паша, телеграфист, VI клас, 3-та рота на 3-та солунска дружина
- Владимир Свинтила (1926 – 1998), писател
- Деян Статулов (р. 1973), кинокритик
- Стефан Таралежков (1894 – 1972), генерал
- Магдалина Царчинска (1858 – 1945), просветна деятелка

Починали в Ихтиман
- Михаил Сестримски (1857 – 1935), общественик

Други хора, свързани с Ихтиман
- Тодор Ташев (1928 – 2015), писател, почетен гражданин на Ихтиман

## Други
Ихтиманска коса на остров Ливингстън, Южни Шетландски острови, е наименувана в чест на град Ихтиман.

## Галерия
- Община Ихтиман
- Архиерейско наместничество и Храм Успение на Пресвета Богородица
- Мемориален военен паметник
- Народно читалище „Слънце“ и Музей-галерия
- СОУ „Христо Ботев“